# Sebulba
Sebulba a Csillagok háborúja elképzelt univerzumának egyik szereplője.

## Leírása
Sebulba a dag fajba tartozó férfi, aki fogathajtóverseny pilótaként vált híressé. Magassága 1,12 méter és testtömege 40 kilogramm. Bőrszíne szürke. Szemszíne narancssárga. A dagokra jellemzően a lábait használja kézként és a kezeit lábként, továbbá arcáról nyúlványok lógnak le.
Járművének típusa: Collor Pondrat Plug-F Mammoth Podracer.

## Élete
Ez a fogathajtó-versenyző Malastare bolygó fővárosában, Pixelitóban született. Életének első felében rabszolga volt, de elnyerte szabadságát igen ügyes fogathajtó-versenyzőként. Szabad dagként Sebulba hamarosan a Galactic Podracing Circuit egyik leghíresebb pilótájává vált, és nemcsak ügyességének köszönhetően, hanem a vad, erőszakos természete miatt is. Sebulba számos ellenfele megsérült vagy meghalt, az ő vad, meggondolatlan vezetésének és/vagy csalásainak következtében. De Sebulba túlságosan is híres volt azért, hogy akármilyen ellene szóló eljárás indult, illetve büntetés járt volna. Amikor nem versenyzett, akkor a két twi’lek rabszolgalánnyal, Ann Gellával és Tann Gellával masszíroztatta magát, vagy kocsma- vagy utcaverekedéseken vett részt. Sebulba intelligens, de azért agresszív volt, mindig a feljebbjutáson törte a fejét; ahogy a legtöbb dag teszi. Önteltségének jelképeként a pilótaruhájára voltak tűzve az addigi nyereményei. 
Hat évvel a Boonta-esti futam után Sebulba egyik fia, Hekula is indult a versenyen, de már az első körben odavágta a vadonatúj járművét, emiatt Sebulba megtiltotta fiának, hogy tovább versenyezzen. Nyolc évvel a híre tatuini verseny után a dag újból kihívta Anakin Skywalkert versenyzésre, de megint vesztett. Idővel Sebulba emléke feledésbe merült; nem tudjuk, mi lett a végső sorsa. Azonban unokája, Hekula fia, Pugwis szintén fogathajtó-versenyző lett, aki többször is nyert, de nem érte el azt a hírnevet, melynek nagyapja örvendett.
Sebulba szeretett zenét hallgatni. Személyesen kisebb zenekarokat szervezett, amik az arénába való belépésekor zenéltek a számára.
Sebulba őseit a Black Shred Water klánig lehet visszavezetni. Több gyereke született a Malastare bolygón.
Róla nevezték el a „Sebulba Öröksége” elnevezésű versenyt (angolul: Sebulba's Legacy), egy rendkívül veszélyes futamot, amit állítólag Sebulba számára terveztek. A pályán metán-tavakat és -folyókat kellett elkerülniük a versenyzőknek.

## Megjelenése a filmekben, könyvekben és videójátékokban
Sebulbával a „Baljós árnyak” című filmben találkozhatunk először. E filmben két jelenetben is benne van. Az egyikben rátámad Jar Jar Binksre, a másikban pedig a verseny közben látható. Tévesen sok néző azt hiszi, hogy Sebulba „A klónok támadása” című filmben is szerepel, azonban a légitaxiban ülő dag Seboca. A „Baljós árnyak” óta Sebulba több könyvben és videójátékban is kapott szerepet, például a Star Wars: Episode I Racer-ben is.

## Fordítás
- Ez a szócikk részben vagy egészben a Sebulba című Wookieepedia-szócikk fordítása. Az eredeti cikk szerkesztőit annak laptörténete sorolja fel.